# خانكندي
خانَكِندِي (بالأذرية: Xankəndi) و تُنطَق (خانكندي)ً (بالأرمنية: Ստեփանակերտ) و تُنطَق (ستيباناكيرت)، هي مدينة في أذربيجان، وكانت عاصمة جمهورية ناغورني قره باغ (أرتساخ) السابقة وأكبر مدنها.
عدد سكان المدينة 75,000 نسمة معظمهم من الأرمن، وأما السكان من الأقلية الأذرية. فروا من المدينة في المراحل الأولى لحرب مرتفعات قرة باغ.
احتلّت خانَكِندِي من قبل أرمينيا في 26 ديسمبر، 1991.

## المناخ
يظهر الجدول التالي التغييرات المناخية على مدار السنة لخانكندي:
| البيانات المناخية لـخانكندي       | البيانات المناخية لـخانكندي | البيانات المناخية لـخانكندي | البيانات المناخية لـخانكندي | البيانات المناخية لـخانكندي | البيانات المناخية لـخانكندي | البيانات المناخية لـخانكندي | البيانات المناخية لـخانكندي | البيانات المناخية لـخانكندي | البيانات المناخية لـخانكندي | البيانات المناخية لـخانكندي | البيانات المناخية لـخانكندي | البيانات المناخية لـخانكندي | البيانات المناخية لـخانكندي |
| الشهر                             | يناير                       | فبراير                      | مارس                        | أبريل                       | مايو                        | يونيو                       | يوليو                       | أغسطس                       | سبتمبر                      | أكتوبر                      | نوفمبر                      | ديسمبر                      | المعدل السنوي               |
| --------------------------------- | --------------------------- | --------------------------- | --------------------------- | --------------------------- | --------------------------- | --------------------------- | --------------------------- | --------------------------- | --------------------------- | --------------------------- | --------------------------- | --------------------------- | --------------------------- |
| متوسط درجة الحرارة الكبرى °م (°ف) | 4.7 (40.5)                  | 5.2 (41.4)                  | 9.0 (48.2)                  | 16.1 (61.0)                 | 19.5 (67.1)                 | 24.5 (76.1)                 | 28.1 (82.6)                 | 27.1 (80.8)                 | 23.2 (73.8)                 | 16.4 (61.5)                 | 11.4 (52.5)                 | 7.3 (45.1)                  | 16.0 (60.9)                 |
| المتوسط اليومي °م (°ف)            | 1.1 (34.0)                  | 1.4 (34.5)                  | 5.1 (41.2)                  | 11.6 (52.9)                 | 15.3 (59.5)                 | 19.8 (67.6)                 | 23.3 (73.9)                 | 22.3 (72.1)                 | 18.7 (65.7)                 | 12.6 (54.7)                 | 7.7 (45.9)                  | 3.7 (38.7)                  | 11.9 (53.4)                 |
| متوسط درجة الحرارة الصغرى °م (°ف) | −2.6 (27.3)                 | −2.5 (27.5)                 | 1.1 (34.0)                  | 7.0 (44.6)                  | 11.0 (51.8)                 | 15.1 (59.2)                 | 18.4 (65.1)                 | 17.4 (63.3)                 | 14.2 (57.6)                 | 8.7 (47.7)                  | 4.0 (39.2)                  | 0.1 (32.2)                  | 7.7 (45.8)                  |
| الهطول مم (إنش)                   | 19 (0.7)                    | 25 (1.0)                    | 42 (1.7)                    | 49 (1.9)                    | 102 (4.0)                   | 79 (3.1)                    | 41 (1.6)                    | 27 (1.1)                    | 34 (1.3)                    | 39 (1.5)                    | 35 (1.4)                    | 13 (0.5)                    | 505 (19.9)                  |
| متوسط أيام هطول الأمطار           | 6                           | 6                           | 10                          | 10                          | 14                          | 10                          | 4                           | 4                           | 6                           | 6                           | 5                           | 4                           | 85                          |
| المصدر: NOAA                      |                             |                             |                             |                             |                             |                             |                             |                             |                             |                             |                             |                             |                             |

## توأمة
لخانكندي اتفاقيات توأمة مع:
- سان سيباستيان

## أعلام
- فخر الدين منافوف
- سيرج سركسيان
- أندريه
- هوفيك هايبيريتيان
- باكو ساكيان